# Gare de Vidauban
Gare de Vidauban vasútállomás Franciaországban, Vidauban településen.

## Vasútvonalak
Az állomást az alábbi vasútvonalak érintik:
- Marseille–Ventimiglia-vasútvonal

## Kapcsolódó állomások
A vasútállomáshoz az alábbi állomások vannak a legközelebb:
- Gare des Arcs - Draguignan
- Gare du Luc-et-Le Cannet